# Cheikh Hadjibou Soumaré
Cheikh Hadjibou Soumaré (Dakar, Senegal, 1951) es un político senegalés, que ocupó el cargo de primer ministro de Senegal desde el 19 de junio de 2007 hasta el 30 de abril de 2009, cuando renunció a su cargo. Sustituyó en el cargo a Macky Sall.
Antes de ser nombrado primer ministro, Soumaré ocupó diversos cargos en distintos ministerios hasta tomar el puesto de ministro de Infraestructuras en el gabinete de Sall a partir del 23 de mayo de 2001. Un gobierno que fue disuelto por el presidente Abdoulaye Wade tras las elecciones del 3 de junio de 2007, designando Wade a Soumaré como nuevo jefe de Gobierno. Soumaré formó un gobierno con treinta y siete ministros, entre ellos once mujeres, una cifra superior a los ministerios de Sall.